# Aloeides merces
Aloeides merces (tên tiếng Anh: Wakkerstroom Copper) là một loài bướm thuộc họ Lycaenidae. Đây là loài đặc hữu của Nam Phi, nơi chúng có ở vùng đồng cỏ miền núi ở KwaZulu-Natal và Mpumalanga.
Sải cánh khoảng 24–28 mm đối với con đực và 26–30 mm đối với con cái. Cá thể trưởng thành mọc cánh từ tháng 10 tới tháng 11. Mỗi năm loài này có một thế hệ .